# Френк Гілбрет
Френк Банкер Гілбрет старший (англ. Frank Bunker Gilbret Sr, 7 липня 1868, м. Фейрфілд, Мен, США — 14 червня 1924, Монтклер, Нью-Джерсі, США   — американський інженер, один з основоположників сучасної науки про організацію праці і управління.

## Біографія
Френк Гілбрет народився в місті Фейрфілд. У Френка були дві старші сестри Енн і Мері. Батько помер у віці 38 років коли Гілбрету було всього 3 роки.
Після смерті чоловіка мати Френка перевозить сім'ю в Ендовер штат Массачусетс. А в 1878 році вони переїхали в Бостон, де Гілбрет став відвідувати спочатку Rice Grammar School, потім English High Shool, де підготувався до вступу в Массачусетський технологічний інститут. Попри те, що юнак успішно здав вступні іспити в МІТ, він несподівано вирішив залишити навчання.

## Робота Френка Гілбрета в будівництві (1985—1911)
Протягом десяти років з 1885 по 1895 Гілбрет працював в Whidden Construction Company, пройшовши шлях від учня до майстра і до головного інженера-доглядача, яким він став у віці 27 років. Френк Гілбрет протягом десяти років пройшов шлях від десятника до керуючого. У 1895 році він вирішив стати самостійним підрядником. 01 квітня 1895 року Гілбрет заснував власну будівельну фірму Frank Gilbreth Construction, яка виконувала підрядні роботи і давала консультації. Компанія Гілбрета займалася будівництвом житлових будинків, хмарочосів, дамб і каналів.
Серед найвідоміших проектів Френка Гілбрета будівництво Електричної лабораторії. У 1906 році фірма Гілбрета брала участь у відновленні інфраструктури Сан-Франциско після землетрусу. У період рецесії будівельного бізнесу 1911—1912 рр. Гілбрет вирішив повністю переключитися на роботу в галузі вивчення рухів.

## Шлюб з Ліліан (Моллер) і Гілбретом (1903—1924)
Френк Гілбрет не планував одружуватися до 35 років. Кожен раз, коли Френк починав залицятися до дівчини, в списку вимог його матері до нареченої з'являвся новий пункт. Перша зустріч Френка Гілбрета і Ліліан Моллер сталася в Бостонській бібліотеці.
У жовтні 1904 року Френк Гілбрет одружився з Ліліан Моллер. Вони стали не лише щасливим подружжям, а й успішними партнерами в роботі.
Заручини Френка і Ліліан відбулися 26 грудня 1903 року. Весілля зіграли в Окленді 19 жовтня 1904 року. Через зайнятість Френка весільна подорож тривала всього 11 днів. У Сен-Луїсі Френк отримав телеграму з вказівкою терміново прибути в офіс для вирішення питання тому весільну подорож довелося перервати.

## Останні роки (1917—1924)
Під час Першої світової війни Френк Гілбрет проходив службу у військовій частині Форт Сілла в звані майора. В Оклахомі Гілбрет вивчав рухи поранених і розробляв методи їх реабілітації. Він працював над різними аспектами програм підготовки солдатів. Через жорстокий графік роботи у Френка стався гострий напад ревматизму, який перейшов в ниркову інфекцію і пневмонію.
Співпраця подружжя трагічно обірвалась в 1924 р. Френк Гілбрет помер в телефонній будці, з якої він дзвонив Ліліан, щоб повідомити її про ідею, яка була присвячена економії трудових ресурсів. Але Ліліан Гілбрет не стала скасовувати зустріч і виступила на ній.

## Основні роботи
Френком було опубліковано безліч книг і статей, найвідоміші з них:
- «Основи наукового менеджменту» (1912)
- «Практична система» (1908),
- «Психологія менеджменту» (1914)
- «Система кладки цегли» (1909)
- «Система спостереження» (1908)